# Khaiou
Pour l’article ayant un titre homophone, voir Khâoui.
Khaiou est mentionné dans la pierre de Palerme comme un roi égyptien prédynastique de la Dynastie 0 ayant régné en Basse-Égypte.
Comme il n'existe aucune autre preuve de l'existence d'un tel souverain, certains égyptologues pensent qu'il pourrait s'agir d'un roi mythique préservé par la tradition orale, voire totalement fictif,.